# Маргарита Суханкина
Маргарита Анатољевна Суханкина (рус. Маргарита Анатольевна Суханкина; Москваю 10. април 1964) је совјетска и руска оперска (мецосопран) и естрадна певачица, бивша солистка групе Мираж. Заслужена уметница Руске Федерације (2023).

## Дискографија

### У групи Мираж
- (1987)
- (1988)
- (1997)
- (1999)
- (2001)
- (2003)
- (2004)
- (2006)
- (2009)
- (2013)

### Соло албуми
- (1997)
- (2002)
- (2003)
- (У дуету са Натаљом Гулкином; 2005)
- (2019)
- (2019)